# Фаррух Йасар II
Фаррух Йасар II (азерб. II Fərrux Yasar) — шах государства Ширваншахов в 1527—1528 годах, сын ширваншаха Ибрагима II.

## Деятельность
Он не был известен до тех пор, пока не была найдена монета с его именем. В 1934 году в Баку из Сальяна было доставлено 906 серебряных монет ширваншахов, отчеканенных в Шамахе от имени шахов Ибрагима II и Халил-уллы II. Среди них была монета с именем Фарруха Йасара II, отчеканенная в 934 году хиджры (1527/1528), по словам Ю. А. Пахомова, «неизвестная из других источников». Однако Фаррух Йасар ибн Шейхшах упоминается как отец ширваншаха Шахруха, у Хасан-бека Румлу и Мунаджимбаши — «Шахрух ибн Султан Фаррух ибн Шейхшах», в Джаннаби — «Шахрух ибн Фаррух Мирза», Шараф хан в Бидлиси — «Шахрух ибн Фаррух Йасар». Таким образом, согласно письменным источникам, Фаррух Йасар является сыном Султан Фаррух Шейхашаха, брата Халилуллаха II и отца Шахруха.
Аналогичная монета Фаррух Йасара, датированная 934 годом хиджры (1527/1528), была найдена в Баку в 1935 году и обнаружена в небольшом кладе серебряных монет ширваншахов (459 экземпляров), отчеканенной в Шамахе от имени Халилуллаха II и Шахруха. Нумизматическая информация показывает, что Фаррух Йасар II чеканил  деньги одновременно со своим братом ширваншахом Халил-уллой II, правившим в Ширване в 934 году хиджры (1527/1528) и чеканившим монеты в Шамахе. Вероятно, Фаррух Йасар, воспользовавшийся тогда смертью шаха Исмаила, узурпировал власть у своего брата.